# Сан-Фернандо (Чилі)
Сан-Фернандо (ісп. San Fernando) — місто в Чилі. Адміністративний центр однойменної комуни. Населення — 49 519 осіб (2002). Місто і комуна входить до складу провінції Кольчагуа і регіону Лібертадор-Хенераль-Бернардо-О'Хіггінс.
Територія — 2 441 км². Чисельність населення — 73 973 мешканців (2017). Щільність населення — 30,3 чол./км².

## Розташування
Місто розташоване за 52 км на південний захід від адміністративного центру області міста Ранкагуа.
Комуна межує:
- на півночі — з комунами Мальйоа, Ренго
- на сході — з провінцією Мендоса (Аргентина)
- на півдні — з комуною Ромераль
- на південному заході — з комунами Тено, Чимбаронго
- на заході — з комуною Пласілья
- на північному заході — з комуною Сан-Вісенте-де-Тагуа

### Клімат
Місто знаходиться у зоні, котра характеризується середземноморським кліматом. Найтепліший місяць — січень із середньою температурою 20 °C (68 °F). Найхолодніший місяць — липень, із середньою температурою 7.8 °С (46 °F).
| Клімат Сан-Фернандо     | Клімат Сан-Фернандо | Клімат Сан-Фернандо | Клімат Сан-Фернандо | Клімат Сан-Фернандо | Клімат Сан-Фернандо | Клімат Сан-Фернандо | Клімат Сан-Фернандо | Клімат Сан-Фернандо | Клімат Сан-Фернандо | Клімат Сан-Фернандо | Клімат Сан-Фернандо | Клімат Сан-Фернандо | Клімат Сан-Фернандо |
| Показник                | Січ.                | Лют.                | Бер.                | Квіт.               | Трав.               | Черв.               | Лип.                | Серп.               | Вер.                | Жовт.               | Лист.               | Груд.               | Рік                 |
| Абсолютний максимум, °C | 33                  | 32                  | 32                  | 28                  | 26                  | 21                  | 23                  | 24                  | 30                  | 30                  | 31                  | 32                  | 33                  |
| Середній максимум, °C   | 27                  | 26                  | 24                  | 20                  | 15                  | 12                  | 12                  | 13                  | 16                  | 19                  | 22                  | 26                  | 20                  |
| Середня температура, °C | 19                  | 19                  | 17                  | 13                  | 10                  | 8                   | 7                   | 8                   | 10                  | 13                  | 15                  | 18                  | 14                  |
| Середній мінімум, °C    | 12                  | 12                  | 10                  | 7                   | 6                   | 4                   | 3                   | 4                   | 5                   | 7                   | 9                   | 11                  | 8                   |
| Абсолютний мінімум, °C  | 6                   | 6                   | 1                   | 0                   | −2                  | −3                  | −5                  | −2                  | −1                  | 0                   | 1                   | 5                   | −5                  |
| Норма опадів, мм        | 0                   | 0                   | 10                  | 30                  | 130                 | 200                 | 150                 | 110                 | 50                  | 20                  | 20                  | 0                   | 790                 |
| Днів з дощем            | 1                   | 1                   | 1                   | 2                   | 8                   | 13                  | 10                  | 8                   | 4                   | 2                   | 2                   | 1                   | 56                  |
| Вологість повітря, %    | 59                  | 63                  | 67                  | 76                  | 86                  | 89                  | 87                  | 85                  | 79                  | 73                  | 66                  | 60                  | 74                  |
| ----------------------- | ------------------- | ------------------- | ------------------- | ------------------- | ------------------- | ------------------- | ------------------- | ------------------- | ------------------- | ------------------- | ------------------- | ------------------- | ------------------- |
| Джерело: Weatherbase    |                     |                     |                     |                     |                     |                     |                     |                     |                     |                     |                     |                     |                     |